# Contea di Starr
La contea di Starr (in inglese Starr County) è una contea dello Stato del Texas, negli Stati Uniti. La popolazione al censimento del 2010 era di 60 968 abitanti. Il capoluogo di contea è Rio Grande City. La contea è stata creata nel 1848. Il suo nome deriva da James Harper Starr (1809–1890), segretario del Tesoro del Texas.

## Geografia
| Anno | Popolazione | ±%    |
| ---- | ----------- | ----- |
| 1860 | 2,406       | Note: |
| 1870 | 4,154       | 72.7% |
| 1880 | 8,304       | 99.9% |
| 1890 | 10,749      | 29.4% |
| 1900 | 10,749      | 29.4% |
| 1910 | 11,469      | 6.7%  |
| 1920 | 13,151      | 14.7% |
| 1930 | 11,409      | 2.9%  |
| 1940 | 13,312      | 16.7% |
| 1950 | 13,948      | 4.8%  |
| 1960 | 17,137      | 22.9% |
| 1970 | 17,707      | 3.3%  |
| 1980 | 27,266      | 54.0% |
| 1990 | 40,518      | 48.6% |
| 2000 | 53,597      | 32.3% |
| 2010 | 60,968      | 13.8% |

Secondo l'Ufficio del censimento degli Stati Uniti d'America la contea ha un'area totale di 1229 miglia quadrate (3180 km²), di cui 1223 miglia quadrate (3170 km²) sono terra, mentre 5,9 miglia quadrate (15 km², corrispondenti allo 0,5% del territorio) sono costituiti dall'acqua.

### Strade principali
- U.S. Highway 83

### Contee adiacenti
- Contea di Jim Hogg - nord
- Contea di Brooks - nord-est
- Contea di Hidalgo - est
- Gustavo Díaz Ordaz (Tamaulipas, Messico) - sud
- Camargo (Tamaulipas, Messico) -sud
- Miguel Alemán (Tamaulipas, Messico) - sud-ovest
- Mier (Tamaulipas, Messico) - sud-ovest
- Guerrero (Tamaulipas, Messico) - sud-ovest
- Contea di Zapata - nord-ovest

### Aree nazionali protette
- Lower Rio Grande Valley National Wildlife Refuge (parzialmente)

## Istruzione
Nella contea sono presenti i seguenti distretti scolastici:
- Rio Grande City Consolidated Independent School District
- Roma Independent School District
- San Isidro Independent School District

## Geografia antropica

### Suddivisioni amministrative

#### Città
- Escobares
- La Grulla
- Rio Grande City (sede della contea)
- Roma